# Hussein El Shahat
Hussein El Shahat (ar. حسين الشحات; ur. 21 czerwca 1992 w Kairze) – egipski piłkarz, występujący na pozycji napastnika w egipskim klubie Al-Ahly Kair oraz w reprezentacji Egiptu.

## Statystyki

### Klubowe
Na podstawie:
| Klub             | Sezonów | Liga                        | Liga  | Liga   | Puchar krajowy | Puchar krajowy | Kontynentalne | Kontynentalne | Suma  | Suma   |
| Klub             | Sezonów | Liga                        | Mecze | Bramki | Mecze          | Bramki         | Mecze         | Bramki        | Mecze | Bramki |
| ---------------- | ------- | --------------------------- | ----- | ------ | -------------- | -------------- | ------------- | ------------- | ----- | ------ |
| Misr Lel-Makkasa | 4       | Ad-Dauri al-Misri al-Mumtaz | 81    | 13     | 4              | 3              | –             | –             | 85    | 16     |
| Al-Ain FC        | 2       | UAE Arabian Gulf League     | 22    | 4      | 0              | 0              | 10            | 2             | 32    | 6      |
| Al-Ahly Kair     | 6       | Ad-Dauri al-Misri al-Mumtaz | 110   | 27     | 18             | 2              | 68            | 18            | 196   | 47     |
|                  | Łącznie | Łącznie                     | 279   | 62     | 22             | 5              | 78            | 20            | 379   | 87     |

### Reprezentacyjne
Na podstawie:
| Występy i gole w reprezentacji | Występy i gole w reprezentacji | Występy i gole w reprezentacji | Występy i gole w reprezentacji | Występy i gole w reprezentacji | Występy i gole w reprezentacji | Występy i gole w reprezentacji | Występy i gole w reprezentacji | Występy i gole w reprezentacji |
| Lp.                            | Data                           | Miasto                         | Przeciwnik                     | Wynik                          | Czas                           | Gole                           | Inne                           | Rozgrywki                      |
| ------------------------------ | ------------------------------ | ------------------------------ | ------------------------------ | ------------------------------ | ------------------------------ | ------------------------------ | ------------------------------ | ------------------------------ |
| 1.                             | 27.03.2018                     | Zurych                         | Grecja                         | 0:1 (0:1)                      | 46'–90'                        |                                |                                | mecz towarzyski                |
| 2.                             | 08.09.2018                     | Borg El Arab                   | Niger                          | 6:0 (3:0)                      | 74'–90'                        |                                |                                | Eliminacje PNA 2019            |
| 3.                             | 16.10.2018                     | Manzini                        | Eswatini                       | 2:0 (1:0)                      | 1'–46'                         |                                |                                | Eliminacje PNA 2019            |
| 4.                             | 14.10.2019                     | Borg El Arab                   | Botswana                       | 1:0 (0:0)                      | 1'–83'                         |                                |                                | mecz towarzyski                |
| 5.                             | 14.11.2019                     | Borg El Arab                   | Kenia                          | 1:1 (1:0)                      | 1'–56'                         |                                |                                | Eliminacje PNA 2021            |
| 6.                             | 18.11.2019                     | Moroni                         | Komory                         | 0:0                            | 47'–90'                        |                                | 82'                            | Eliminacje PNA 2021            |
| 7.                             | 01.09.2021                     | Kair                           | Angola                         | 1:0 (1:0)                      | 1'–68'                         |                                |                                | Eliminacje MŚ 2022             |
| 8.                             | 18.06.2023                     | Kair                           | Sudan Południowy               | 3:0 (1:0)                      | 62'–90'                        |                                |                                | mecz towarzyski                |
| 9.                             | 16.10.2023                     | Al-Ajn                         | Algieria                       | 1:1 (0:0)                      | 85'–90'                        |                                |                                | mecz towarzyski                |

## Sukcesy
Na podstawie:

### Klubowe
Z Al-Ahly:
- Mistrz Ligi Mistrzów CAF 2019/20, 2020/21, 2022/23
- Superpuchar CAF 2020/21, 2021/22
- Mistrz Egiptu 2018/19, 2019/20, 2022/23
- Puchar Egiptu 2019/20, 2021/22
- Superpuchar Egiptu 2018/19, 2022/23

Z Al-Ain FC:
- Mistrz UAE 2017/18